# Glaucidium (zoologia)
Glaucidium Boie, 1826 è un genere di uccelli rapaci  della famiglia degli Strigidi.

## Tassonomia
Il genere comprende le seguenti specie:
- Glaucidium passerinum  (Linnaeus, 1758)
- Glaucidium brodiei  (Burton, 1836)
- Glaucidium perlatum  (Vieillot, 1817)
- Glaucidium californicum Sclater, PL, 1857
- Glaucidium gnoma Wagler, 1832
- Glaucidium hoskinsii Brewster, 1888
- Glaucidium cobanense Sharpe, 1875
- Glaucidium costaricanum Kelso, L, 1937
- Glaucidium jardinii  (Bonaparte, 1855)
- Glaucidium nubicola Robbins & Stiles, 1999
- Glaucidium bolivianum König, C, 1991
- Glaucidium palmarum Nelson, 1901
- Glaucidium sanchezi Lowery & Newman, RJ, 1949
- Glaucidium mooreorum Silva, Coelho & Gonzaga, 2003
- Glaucidium griseiceps Sharpe, 1875
- Glaucidium parkeri Robbins & Howell, SNG, 1995
- Glaucidium hardyi Vielliard, 1989
- Glaucidium minutissimum  (zu Wied-Neuwied, 1830)
- Glaucidium brasilianum  (Gmelin, JF, 1788)
- Glaucidium peruanum König, C, 1991
- Glaucidium nana  (King, PP, 1827)
- Glaucidium siju  (d'Orbigny, 1839)
- Glaucidium tephronotum Sharpe, 1875
- Glaucidium sjostedti Reichenow, 1893
- Glaucidium cuculoides  (Vigors, 1830)
- Glaucidium castanopterum  (Horsfield, 1821)
- Glaucidium radiatum  (Tickell, 1833)
- Glaucidium castanotum  (Blyth, 1851)
- Glaucidium capense  (Smith, A, 1834)
- Glaucidium albertinum Prigogine, 1983